# میروسلاو بروزوویچ
میروسلاو بروزوویچ (انگلیسی: Miroslav Brozović؛ ۲۶ اوت ۱۹۱۷ – ۵ اکتبر ۲۰۰۶) بازیکن فوتبال اهل یوگسلاوی بود.
از باشگاه‌هایی که در آن بازی کرده‌است می‌توان به باشگاه فوتبال پارتیزان و باشگاه فوتبال سارایوو اشاره کرد.
وی همچنین در تیم‌های ملی فوتبال کرواسی و یوگسلاوی بازی کرده‌است.
وی در مسابقات بین‌المللی در مجموع برندهٔ ۱ مدال نقره شده‌است.